# Liady
Liady (en bielorruso: Ляды́) (en ruso: Ляды) es una aldea ubicada en el distrito de Dubrovna en la Región de Vitebsk, en Bielorrusia cerca de la frontera entre Bielorrusia y Rusia.

## Historia
Liady fue fundada en el siglo XVII. Estaba situado en la carretera que conectaba Moscú y Varsovia. Se encuentra cerca del río Mereya, que fue la frontera entre Rusia y Polonia y más tarde entre la República Socialista Federativa Soviética Rusa y la República Socialista Soviética de Bielorrusia.

## Población judía
Liady solía tener una población predominantemente judía. Fue el centro del jasidismo de Jabad durante más de una década. El primer Rebe de Jabad, el Rabino Schneur Zalman de Liadí se estableció allí por invitación del príncipe Stanisław Lubomirski, vaivoda de la ciudad, después de su segundo encarcelamiento en 1800. El Rebe de Jabad dejó la ciudad en 1812, huyendo de la Invasión de Rusia por parte del Grand Armée de Napoleón. Después de la ocupación alemana de Bielorrusia durante la Segunda Guerra Mundial, los judíos de la ciudad se reunieron en un gueto. El 2 de abril de 1942, los nazis y sus colaboradores mataron a más de 2.000 judíos en el gueto.